# Karin Gayer
Karin Gayer (* 1969 in Mödling bei Wien) ist eine österreichische Schriftstellerin. Sie ist Autorin von Lyrik und Prosa.

## Leben
Karin Gayer wurde im Mai 1969 in Mödling geboren. Heute lebt sie in Wien. Ein Psychologiestudium brach sie nach dem ersten Studienabschnitt ab, da sie nach eigenen Worten „nicht länger in Schablonen denken wollte“. Sie ist ausgebildete Verlagsassistentin und freie Lektorin. Noch während der Schulzeit wurde sie schriftstellerisch tätig. Es erfolgten Veröffentlichungen in Literaturzeitschriften, in Anthologien und im Rundfunk. 2002 erfolgte ihre erste eigenständige Buchveröffentlichung im Arovell Verlag. Ihre Figuren sind oftmals Außenseiter, die das Herkömmliche infrage stellen. Ihre Themen kreisen um Selbst- und Fremderkenntnis zwischen Melancholie und subtiler Ironie.

## Werke
- Flechtwerk, Lyrik und Kurzprosa, Arovell Verlag, Gosau 2002, ISBN 3-901435-46-8
- Vorgänge im Labyrinth, Anthologie (Hg.), Lyrik und Kurzprosa, Arovell Verlag, Gosau 2004, ISBN 3-901435-66-2
- Nachtfieber, Erzählung, Arovell Verlag, Gosau 2009, ISBN 978-3902547-84-2
- Innenaußenwelten, Lyrik, Edition Art Science, St. Wolfgang 2013, ISBN 978-3-902864-19-2
- Separation, Erzählungen, Arovell Verlag, Wien/Gosau 2019, ISBN 978-3-903189-29-4
- Übergangsland, Lyrik, Edition sonne & mond, Wien 2023, ISBN 978-3-903492-05-9